# Ichnita
Uma ichnita (grego "ιχνιον" (ichnion) - uma trilha, traço ou passo) é uma pegada fossilizada. Este é um tipo de rastro fóssil. Ao longo dos anos, muitos icnites foram encontrados em todo o mundo, fornecendo pistas importantes sobre o comportamento (e estrutura e passo dos pés) dos animais que os criaram. Por exemplo, vários icnitos de uma única espécie, juntos, sugerem o comportamento de 'rebanho' ou 'matilha' dessa espécie.
Combinações de pegadas de diferentes espécies fornecem pistas sobre as interações dessas espécies. Mesmo um conjunto de pegadas de um único animal fornece pistas importantes sobre se é bípede ou quadrúpede. Dessa maneira, sugeriu-se que alguns pterossauros, quando no solo, usassem seus membros anteriores em uma ação quadrúpede inesperada.
As maiores pegadas de dinossauros conhecidas, pertencentes a saurópodes e datando do início do Cretáceo, foram encontradas ao norte de Broome, na península de Dampier, na Austrália Ocidental, com algumas pegadas medindo 1,7 m.

## Galeria de imagens

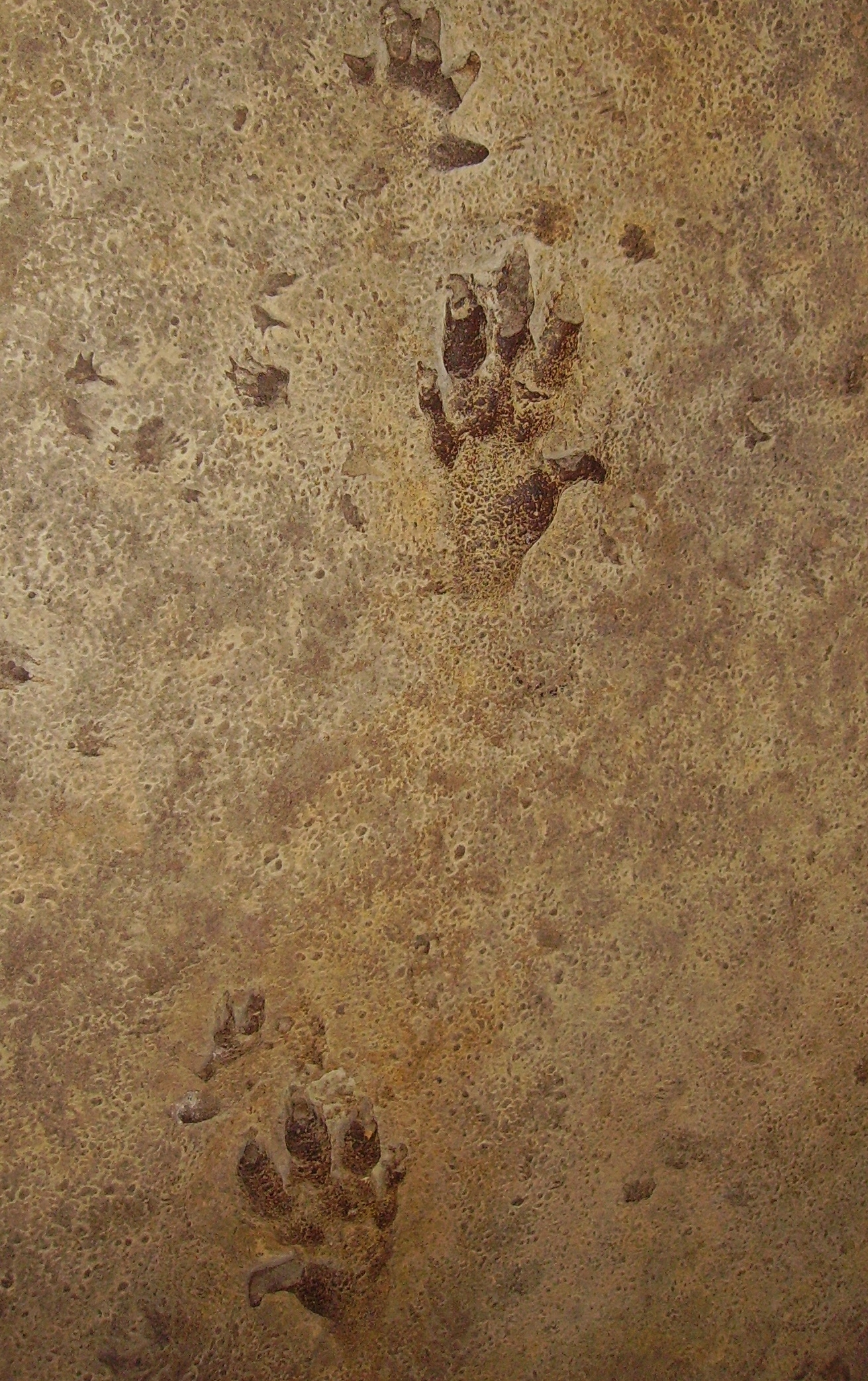
Rastro fóssil de Cheirotherium, exibido no Museu de História Natural da Universidade de Oxford.
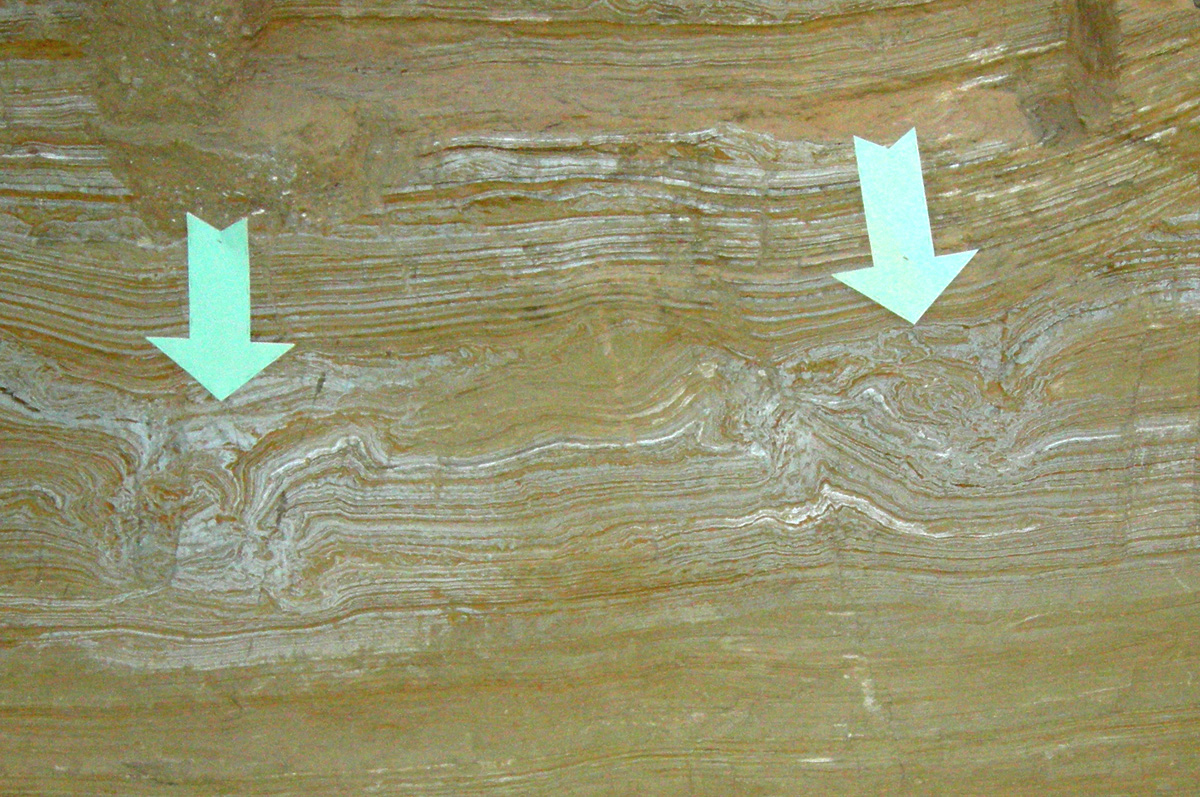
Seção transversal de pegadas de mamute do Pleistoceno no The Mammoth Site, em Hot Springs, Dakota do Sul.
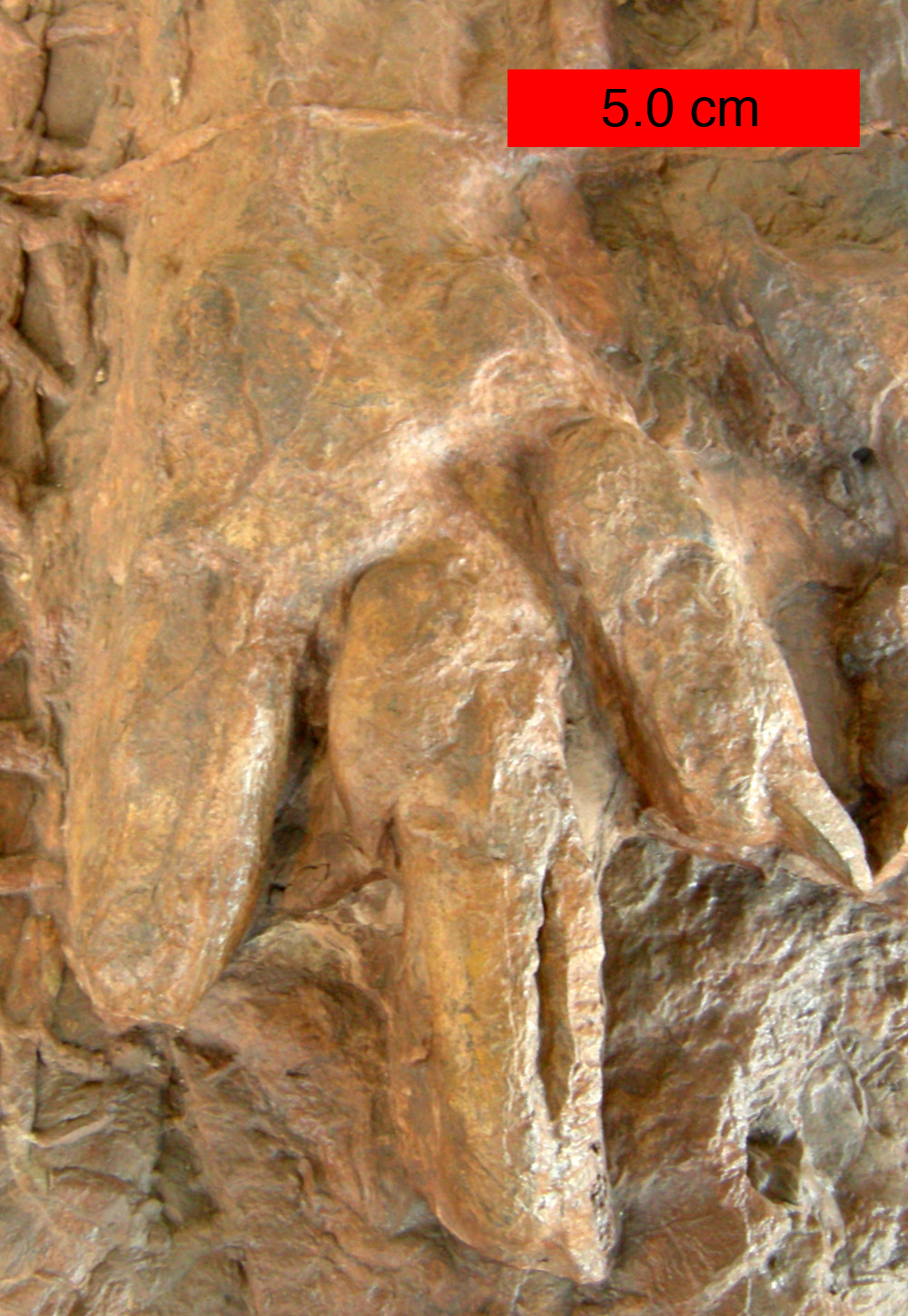
Eubrontes , uma pegada de dinossauro na Formação Jurássica Moenave Inferior no Local de Descoberta de Dinossauros de St. George, sudoeste de Utah.
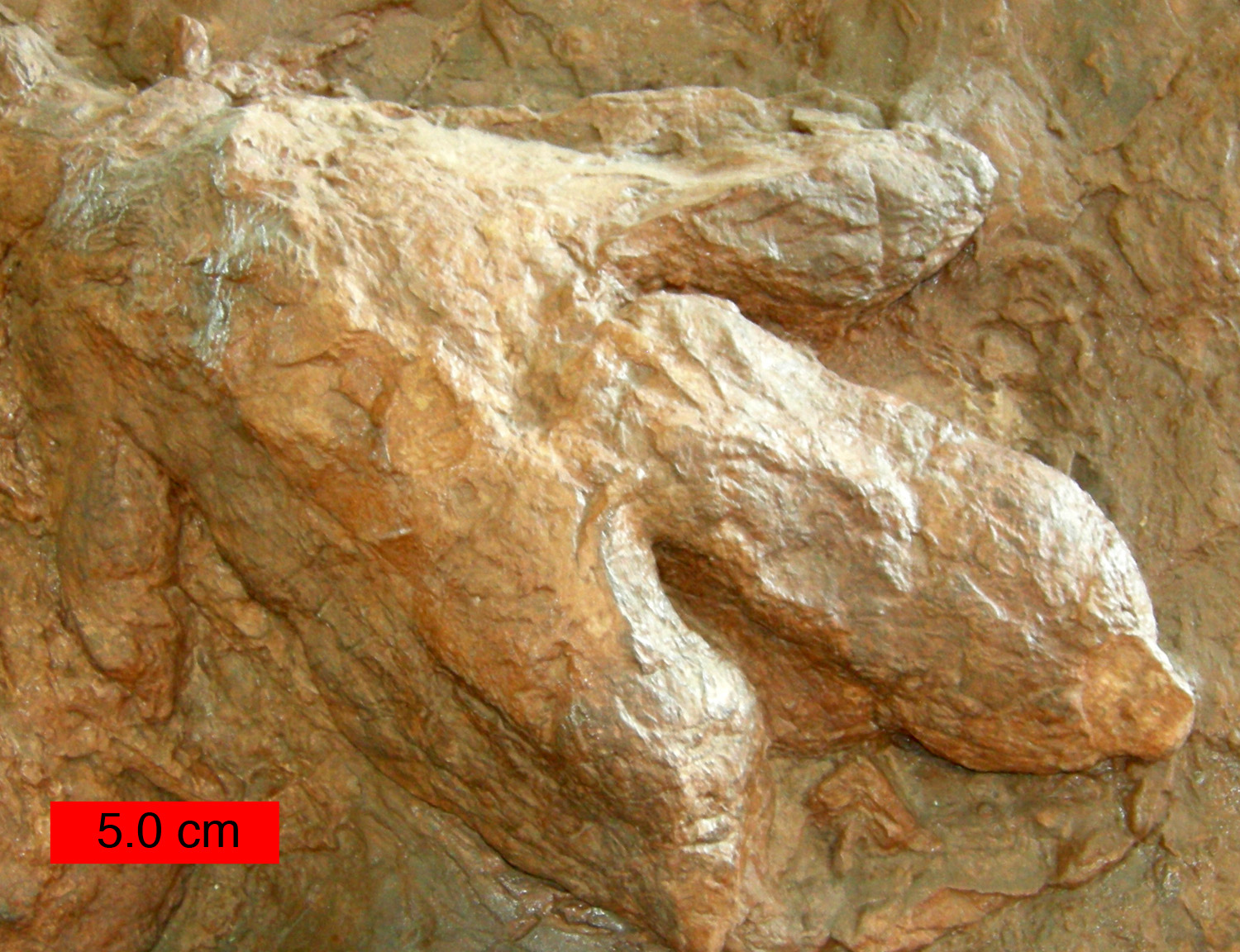
Gigandipus, uma pegada de dinossauro na Formação Jurássica Moenave Inferior, em St. George, sudoeste de Utah.
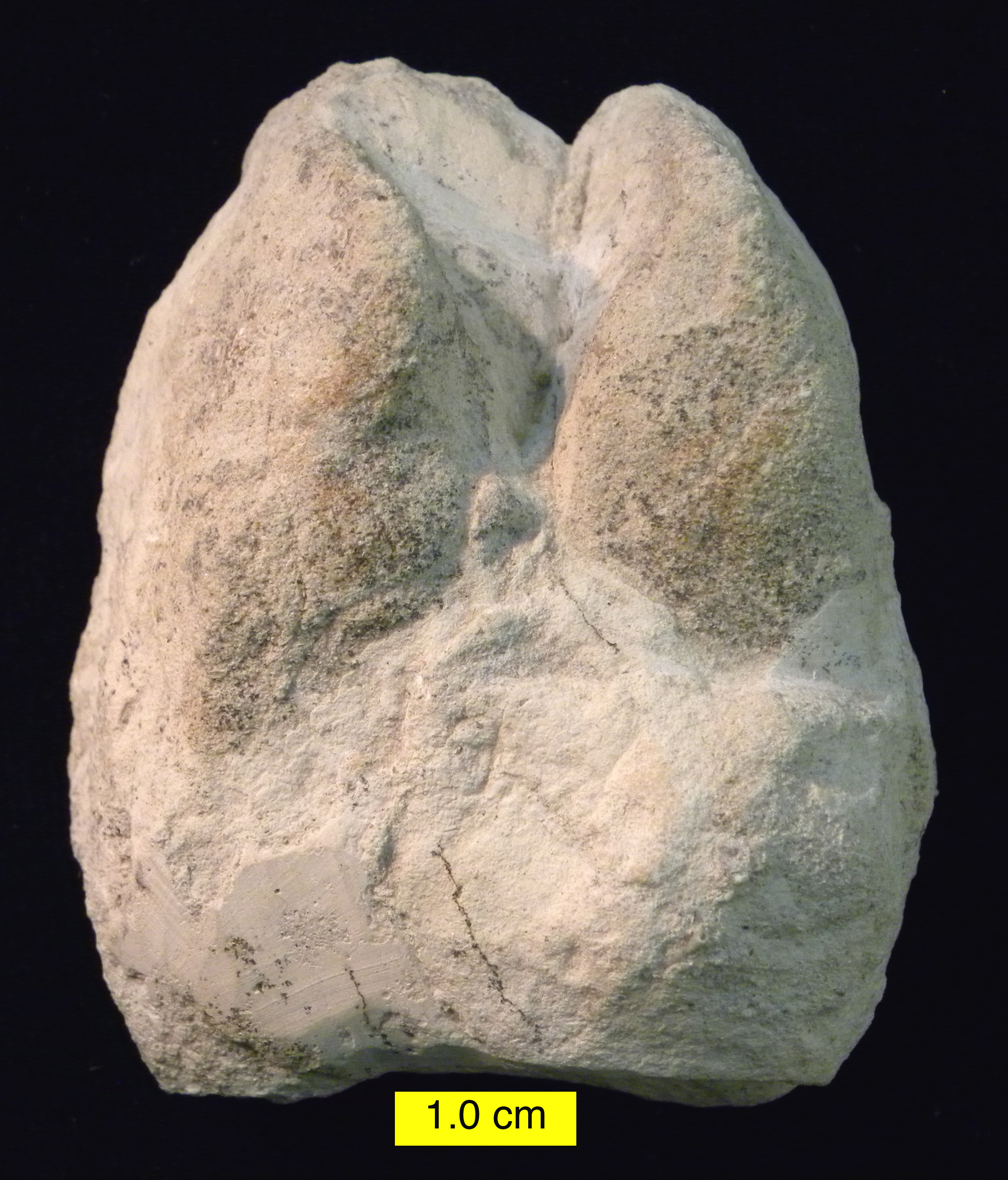
Pegada de cameloide (Lamaichnum alfi Sarjeant e Reynolds, 1999; hyporelief convexo) da Formação Barstow (Mioceno), Califórnia.
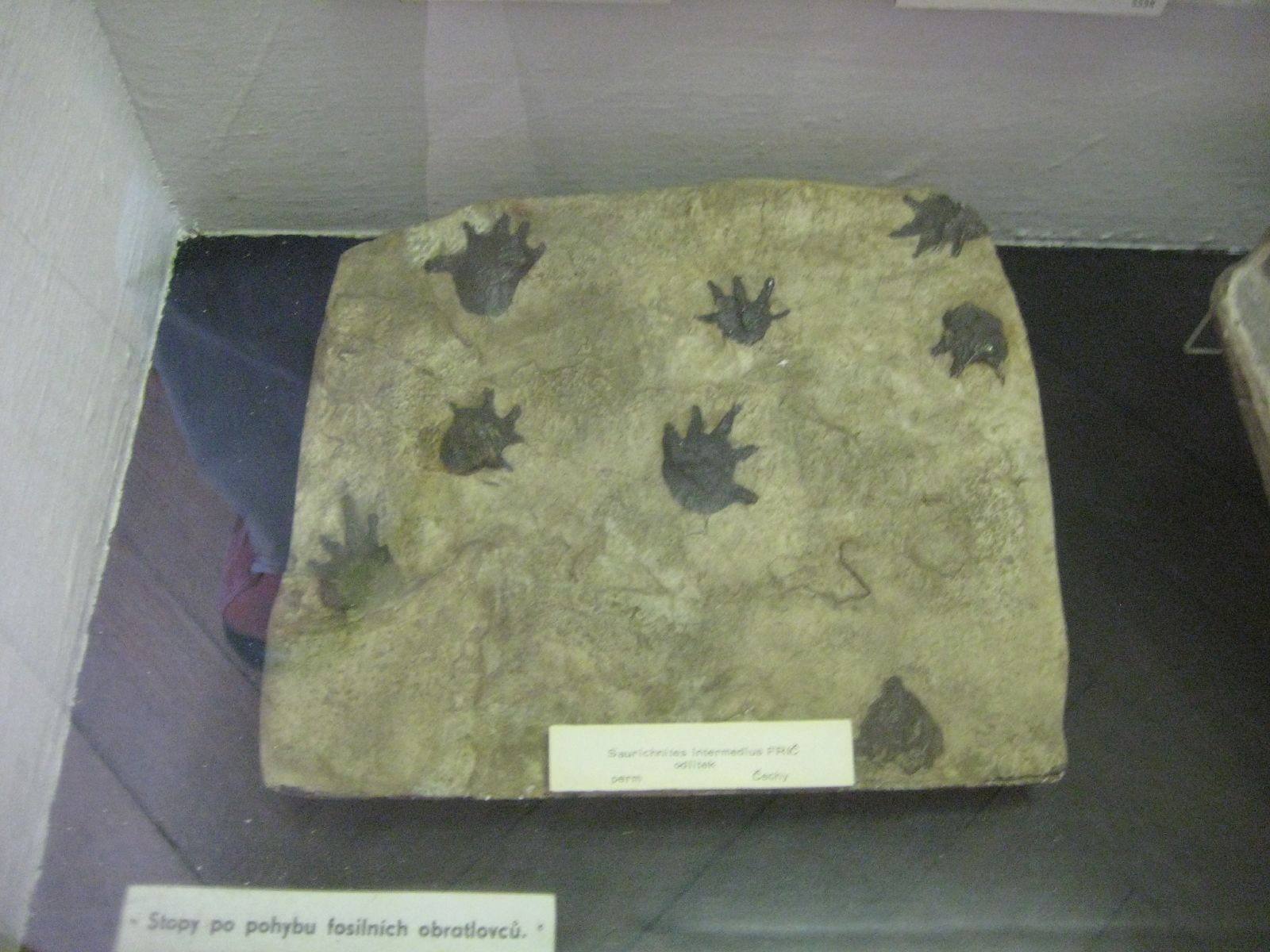
Saurichnites intermedius